# Ioannis Mitropulos
Ioannis Mitropulos (Ιωάννης Μητρόπουλος, 1874 Athény – ?) byl řecký gymnasta, účastník prvních novodobých olympijských her v roce 1896 v Athénách, olympijský vítěz.
Mitropoulos soutěžil v závodě jednotlivců a družstev na bradlech a v závodě jednotlivců na kruzích. Ve cvičení na kruzích získal 9. dubna 1896 pro Řecko první zlatou medaili v gymnastice. V soutěži na bradlech jeho konečné umístění mezi 18 startujícími není známo. V soutěži týmů byl členem Ethnikos Gymnastikos Syllogos, který se umístil na posledním, třetím místě.